# Käre vår Herre
Käre vår Herre är en visa från 1970 med text av Britt G Hallqvist. Musiken skrevs 1971 av Bertil Hallin på uppdrag av författarinnan. Visan ingår i samlingen Det visste inte kejsarn om! som utkom 1971 på Verbums förlag. 
Den spelades in av Ulla Neumann på albumen Psalm och sång (1975). och Det visste inte kejsar'n om.

## Publicerad i
- Herren Lever 1977 som nummer 813 under rubriken "Fader, Son och Ande - Gud, vår Skapare och Fader".[4]
- Psalmer och Sånger 1987 som nummer 363 under rubriken "Fader, Son och Ande - Gud, vår Skapare och Fader".[1]
- Segertoner 1988 som nummer 631 under rubriken "Tillsammans i världen - Tillsammans med barnen".[5]